# 롤랑 디앙

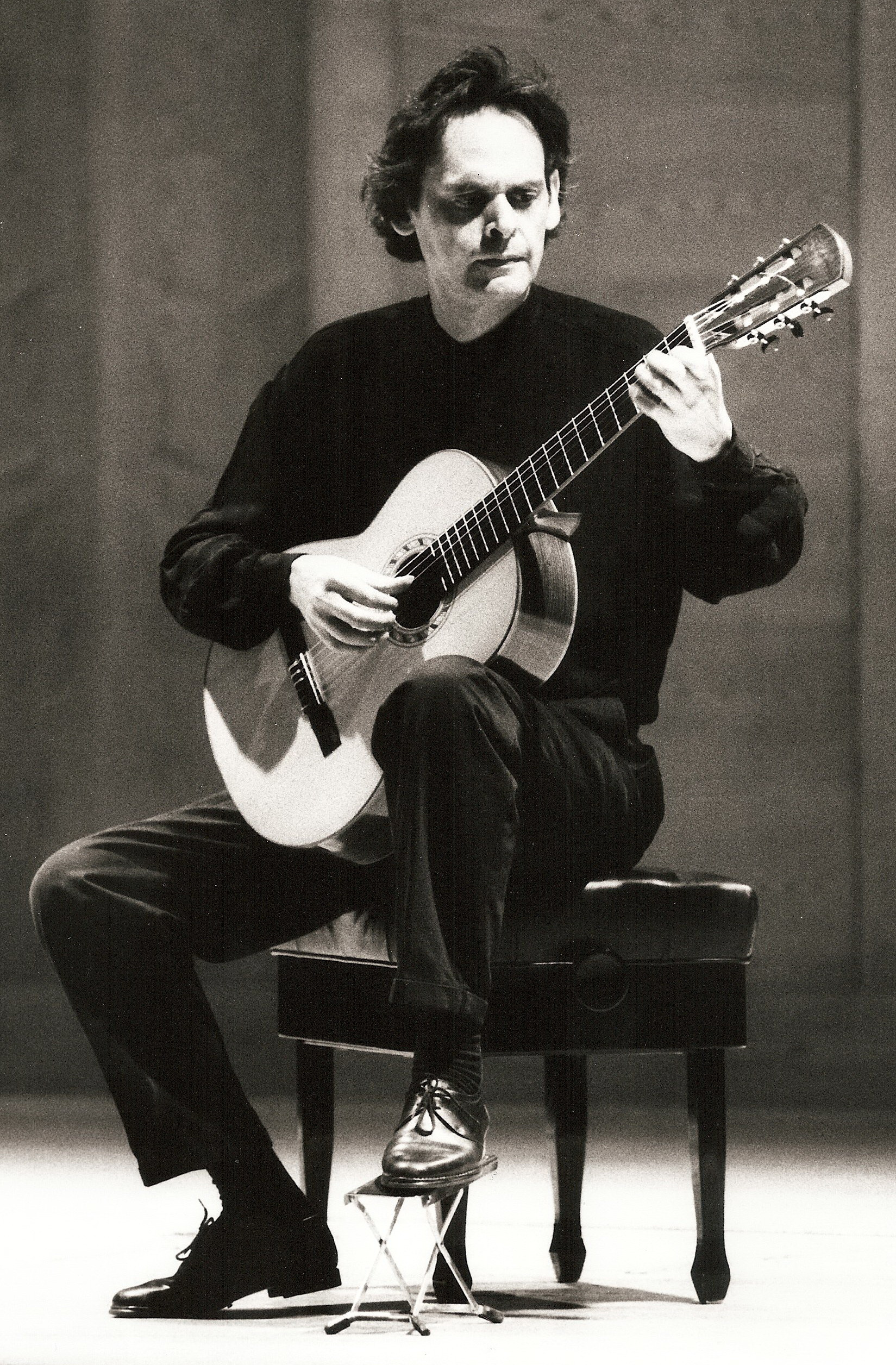

롤랑 디양스(Roland dyens, 1955. 10. 19 – 2016. 10. 29)은 프랑스의 클래식 기타리스트, 작곡가, 편곡가이다.

## 생애와 경력
디앙은 튀니지에서 태어났으며 일생의 대부분을 파리에서 보냈다. 그는 스페인의 클래식 기타리스트 알베르토 폰세(en:Alberto Ponce)와 프랑스의 데지레 동데인(en:Désiré Dondeyne)을 사사했다.
디앙은 연주자로서는 즉흥연주로 유명했다. 그는 때때로 즉흥연주만으로 콘서트를 열었고, 그 콘서트 자체도 무엇을 연주할지에 대한 사전 계획이나 연습이 없는 즉흥적인 것일 때가 많았다. 그는 한 기자가 자신에게 그의 손은 클래식 음악가의 것이지만 정신은 재즈 음악가의 것이라고 말했다고 언급했다. 그는 바흐 조곡(en:Bach suites)을 연주했으며 스웨덴의 아르비카 축제(en:Arvika Festival)에서 재즈 음악가들과 협연했다. 헤비메탈 밴드가 그의 리브라 소나티네 3악장을 편곡해 연주하기도 했다.
디앙은 페르난도 소르의 고전음악뿐만 아니라 에이토르 빌라로부스의 브라질 음악, 셀로니어스 멍크의 재즈 스탠더드, 에디트 피아프의 프랑스 팝송, 장고 라인하르트의 집시 재즈를 포함하는 몇 권의 편곡집을 출판했다.
Tango en Skaï (1985)는 그의 대표작 중 하나인데, 이름의 "Skaï"는 인조가죽을 뜻하는 프랑스어 비속어이며 여기서는 가죽 의상으로 유명한, 아르헨티나, 브라질 남부의 가우초(카우보이) 들을 지칭한다. "India", "Largo", "Fuoco"의 세 악장으로 이루어진 또다른 대표작 Libra Sonatine (1986)는 그가 심장 수술을 한 뒤에 작곡하였다. "그 세 악장은 내 인생의 특정한 시기에 대한 명백한 묘사이다: 디앙에 의하면, "우선 혼란스러운 India (수술 전), 그리고 Largo (수술 중), 마침내 해방된 리듬을 통해 진정한 나의 삶으로의 복귀를 묘사하는 Fuoco가 있다."(몇몇 기타리스트들은 마지막 악장만 연주하기도 한다.)
그는 파리음악원에서 그의 스승 알베르토 폰세의 교수직을 이어받았다. 2016년 10월 29일, 향년 61세에 사망했다.

## 수상
- International Competition Città di Alessandria, Italy, 1979
- Grand Prix de Académie Charles Cros, Villa-Lobos Concerto for Guitar and Small Orchestra[3]

## 주요 작품
- 20 Lettres Pour Guitare Solo
- Alba Nera (solo guitar)
- Aria (guitar quintet)
- Austin Tango (4 guitars or ensemble)
- Brésils (4 guitars or ensemble)
- Chansons françaises Vol.1 (solo guitar )
- Chansons françaises Vol.1 (solo guitar - tablatures)
- Chansons françaises Vol.2 (solo guitar)
- Citrons doux et le Quatuor Accorde (solo guitar)
- Concertino de Nürtingen (solo guitar & guitar ensemble)
- Concerto en si (solo guitar & guitar ensemble)
- Concerto métis (guitar & piano)
- Concerto métis (solo guitar & string orchestra)
- Concertomaggio (2 guitars and string orchestra)
- Comme un rond d'eau (4 guitars)
- Côté Nord (2 guitars)
- Côté Sud (guitar octet - quartet possible)
- Eloge de Léo Brouwer (solo guitar)
- El último recuerdo (solo guitar)
- Hamsa (4 guitars or guitar ensemble)
- Hommage à Franck Zappa (solo guitar)
- Hommage à Villa-Lobos (solo guitar)
- L.B. Story (solo guitar)
- Les 100 de Roland Dyens (solo guitar)
- Libra Sonatine (solo guitar)
- Lulla by Melissa (solo guitar)
- Mambo des Nuances et Lille Song (solo guitar)
- Mes arrangements à l’amiable (solo guitar)
- Muguet et L’Allusive (solo guitar)
- Rossiniana n°1 d’après Mauro Giuliani (solo guitar & string quartet)
- Rythmaginaires (guitar octet)
- Santo Tirso (solo guitar)
- Songe Capricorne (solo guitar)
- Suite Polymorphe (4 guitars or guitar ensemble)
- Tango en Skaï (solo guitar & string quartet)
- Tango en Skaï (solo guitar)
- Triaela (solo guitar)
- Trois (3) pièces polyglottes - Valse des loges, Flying Wigs & Sols d’Ièze (solo guitar)
- Trois Saudades
- Valse des anges - Angel’s waltz (solo guitar)
- Valse en skaï (solo guitar)
- Variations sur un thème de la "Flûte Enchantée" Mozart/ Sor (4 guitars or guitar ensemble)
- Ville d'Avril (4 guitars or guitar ensemble)
- Ville d'Avril (solo guitar)

## 주요 음반
- 1987 Villa-Lobos: Concerto/Suite Populaire Bresilienne/Choros, No. 1/Dyens: Hommage a Villa-Lobos
- 1995 Chansons Françaises 1
- 1997 Paris Guitare
- 1999 Nuages: Solo Guitar Works
- 2001 Roland Dyens: Citrons doux
- 2003 Night and Day
- 2007 Rodrigo: Concierto de Aranjuez; Dyens: Concerto métis
- 2007 Sor & Giuliani
- 2009 Naquele Tempo
- 2015 Night and Day/Visite au Jazz[7]